# بهمن‌نامه
بهمن‌نامه مجموعه اشعار مثنوی حماسی شامل ۹۵۰۰ بیت و به زبان فارسی است. این اشعار در رابطه با بهمن پسر اسفندیار که در دوران پادشاهی کیانیان می‌زیسته‌اند، می‌باشد.
رضاقلی خان هدایت سراینده آن را جمالی مهریجردی، از معاصران برهانی و لامعی گرگانی و سوزنی سمرقندی می‌داند. اما شاعری به این نام شناخته نیست و نامش در تذکره‌ها نیامده‌است. تاریخ دقیق سرودن بهمن نامه معلوم نیست ولی چون سراینده، آن را به محمد بن ملکشاه سلجوقی اهدا کرده و در جایی از ده سال پس از مرگ ملکشاه و نیز از لشکرکشی محمدبن ملکشاه به اصفهان در ۵۰۱ هجری قمری یاد کرده‌است، احتمال می‌رود که مثنوی خود را در پایان سده پنجم و آغاز سده ششم سروده باشد. در قرن ششم، نویسندة مجمل التواریخ و القصص، یک جا از اخبار بهمن و در جایی دیگر از بهمن نامه منظوم حکیم ایرانشان بن ابی الخیر یاد کرده، که مهرداد بهار صورت درست این نام را ایرانشاه دانسته‌است.

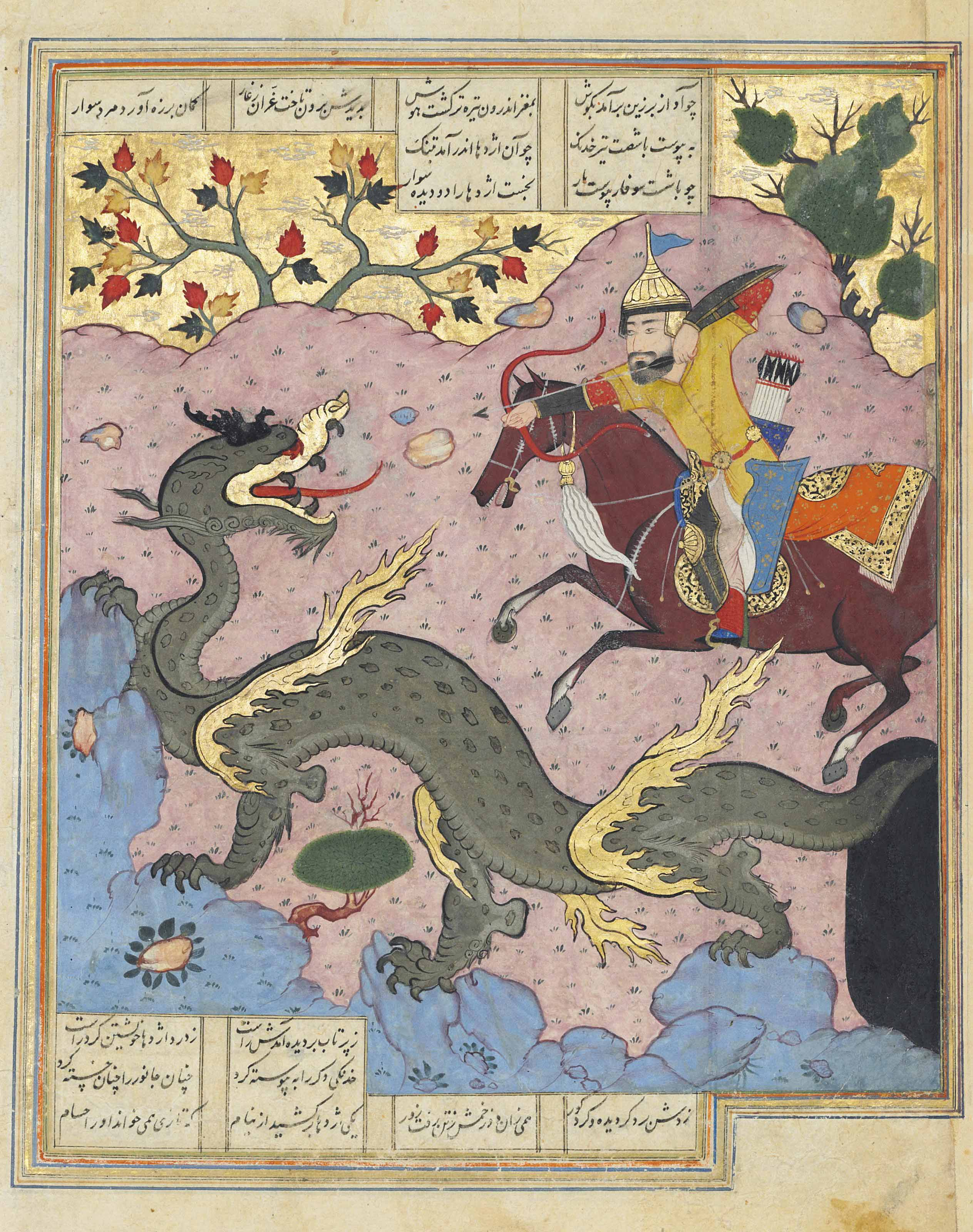
آذربُرزین درحالِ کشتنِ یک اژدها. کشیده‌شده در قزوین، زمان صفویان به تاریخ ۹۳۸ شمسی